# Crkva svetog Simona Monaha u Gornjoj Jagodnji
Crkva sv. Simona monaha IZ  1868. godine  pravoslavna je crkva i nalazi se u selu Gornja Jagodnja u općini Polača, između Biograda na Moru i Benkovca.
Crkva se nalazi zapadno od mjesta, izdvojena s grobnim mjestima. Neki izvori govore da crkva datira iz 17. stoljeća. Postojeća crkva obnovljena je 1869. godine  i posvećena svetom Simonu Stolpniku. Smatra se da je u razdoblju  do drugog svjetskog rata pod utjecajem tadašnjih vlasti i njihovih ideologija dobila ime Sv. Simeon,  što je monaško (redovničko) ime Stefana Prvovjenčanog, prvog srpskog kralja. Crkva je građena tradicionalno jednobrodne koncepcije s apsidom polukružnim te zvonikom na preslicu. Građena je tradicionalno klesanim kamenim blokovima. Pročelje označava polukružnim završetkom portala i rozetom, a iznad preslica s otvorima završava trostrukim zabatom, oslonjenom na tri konzole. Prozorski otvori su uski završeni polukružno bez ukrasa. Brojne ikone su od 15. do 18. stoljeća, a značajnija je italokretska ikona Sv. Arhanđela Mihajla, dok  prvobitni ikonostas nije sačuvan. Okružena je grobovima ukrašenim pleterom Ornamentikom, kategoriziramo je kao umjetnost narodnu.